# Bonfim (Minas Gerais)
Bonfim est une municipalité brésilienne de l'État du Minas Gerais et la Microrégion d'Itaguara.